# Міжнародна зала слави регбі
Міжнародна зала слави регбі - зала слави міжнародних гравців регбі.  Зала слави була створена у 1997 році в Новій Зеландії і працює як благодійний фонд у Чісвік у Лондоні. Міжнародна зала слави регбі приймала нових членів кожні два роки до 2007 року. Більшість членів є колишніми гравцями, а інші просто внесли свій вклад у гру. У 2014 році міжнародна зала слави регбі була перейменована в Світовий зал слави регбі. 

## 1997
| Країна          | Член                |
| --------------- | ------------------- |
| Франція         | Серж Бланко         |
| Південна Африка | Дені Крейвен        |
| Південна Африка | Фрік ду Прііз       |
| Уельс           | Гарет Едвардс       |
| Австралія       | Марк Елла           |
| Ірландія        | Майк Гібсон         |
| Уельс           | Беррі Джон          |
| Ірландія        | Віллі Джон МакБрайд |
| Нова Зеландія   | Колін Мідс          |
| Уельс           | Кліфф Морган        |
| Нова Зеландія   | Джордж Непія        |
| Ірландія        | Тоні O'Райллі       |
| Аргентина       | Уго Порта           |
| Франція         | Жан-П'єр Рів        |
| Уельс           | ДЖПР Вілліямс       |

## 1999
| Країна          | Член             |
| --------------- | ---------------- |
| Уельс           | Геральд Дейвіс   |
| Південна Африка | Морн ду Плессіс  |
| Австралія       | Нік Фарр-Джонс   |
| Шотландія       | Енді Ірвін       |
| Уельс           | Карвін Джеймс    |
| Ірландія        | Джек Кайл        |
| Нова Зеландія   | Браян Лохор      |
| Франція         | Філіп Селя       |
| Англія          | Вейвелл Вейкфілд |
| Нова Зеландія   | Вільсон Вайнрей  |

## 2001
| Країна          | Член                      |
| --------------- | ------------------------- |
| Шотландія       | Гордон Браун              |
| Австралія       | Дейвід Кампіс             |
| Австралія       | Кен Кетчпоул              |
| Нова Зеландія   | Дон Кларк                 |
| Уельс           | Мервін Дейвіс             |
| Нова Зеландія   | Шон Фітзпатрік            |
| Австралія       | Майкл Лінаг               |
| Шотландія       | Білл МакЛарен, коментатор |
| Південна Африка | Хенні Муллер              |
| Франція         | Жон Прат                  |

## 2003
| Країна        | Член           |
| ------------- | -------------- |
| Англія        | Білл Бемонт    |
| Шотландія     | Гавін Гастінгс |
| Австралія     | Тім Хоран      |
| Нова Зеландія | Майкл Джонс    |
| Нова Зеландія | Іян Кіркпатрік |
| Нова Зеландія | Джон Кірван    |
| Франція       | Джо Масо       |
| Ірландія      | Сід Міллар     |

## 2005
| Країна          | Член            |
| --------------- | --------------- |
| Нова Зеландія   | Фред Аллен      |
| Уельс           | Філ Беннетт     |
| Франція         | Андре Боніфац   |
| Південна Африка | Наас Бота       |
| Австралія       | Джон Ілс        |
| Нова Зеландія   | Грант Фокс      |
| Нова Зеландія   | Дейв Галлахер   |
| Англія          | Мартін Джонсон  |
| Шотландія       | Іян МакГіічан   |
| Уельс           | Гвін Нічоллс    |
| Південна Африка | Франсуа П'єнаар |
| Ірландія        | Кейт Вуд        |

## 2007
| Країна          | Член                     |
| --------------- | ------------------------ |
| Уельс           | Ієн Іванс                |
| Південна Африка | Дані Гербер              |
| Ірландія        | Том Кірнан               |
| Англія          | Джейсон Леонард          |
| Нова Зеландія   | Джона Лому               |
| Нова Зеландія   | Террі МакЛін (журналіст) |
| Нова Зеландія   | Грахам Мурі              |
| Південна Африка | Бенні Ослер              |
| Ірландія        | Фергус Слаттері          |
| Південна Африка | Джуст ван дер Вестхуйзен |

## Кількість членів за країнами
| Країна          | Кількість членів |
| --------------- | ---------------- |
| Нова Зеландія   | 15               |
| Уельс           | 10               |
| Південна Африка | 9                |
| Ірландія        | 8                |
| Австралія       | 7                |
| Франція         | 6                |
| Шотландія       | 5                |
| Англія          | 4                |
| Аргентина       | 1                |